# 大碆鼻灯台
大碆鼻灯台（おおばえはなとうだい）は、長崎県平戸市の生月島北端にある白亜の灯台。約80 mの大バエ断崖の上に建つ。展望デッキがついており、階段で灯台に登ることができる。通称、大バエ灯台。
岬の丘の部分にはハマユウの群生地がある。

## 歴史
- 1958年（昭和33年）1月 - 初点灯。
- 2002年（平成14年）3月 - 改築、大碆鼻北東方照射灯初点灯。

## 付属施設
灯台本体に大碆鼻北東方照射灯（航路標識番号 6209.2）が併設されている。また、灯台の横には生月島沿岸波浪計が併設されている。

## アクセス
生月大橋から車で30分。

## ギャラリー

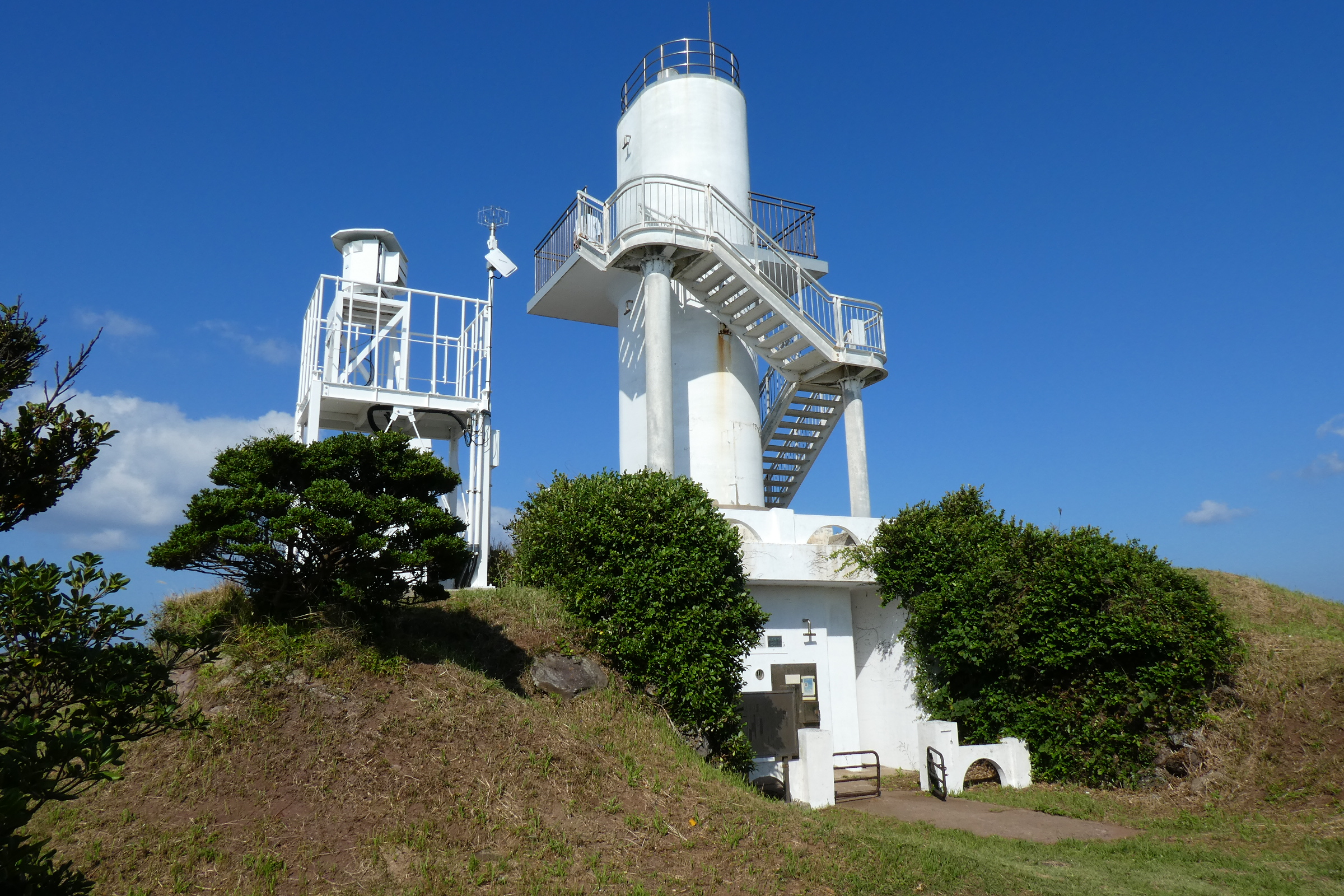
南側から見た大碆鼻灯台。左にあるのは生月島沿岸波浪計。